# Réaction de Buchwald-Hartwig
Pour les articles homonymes, voir Buchwald.

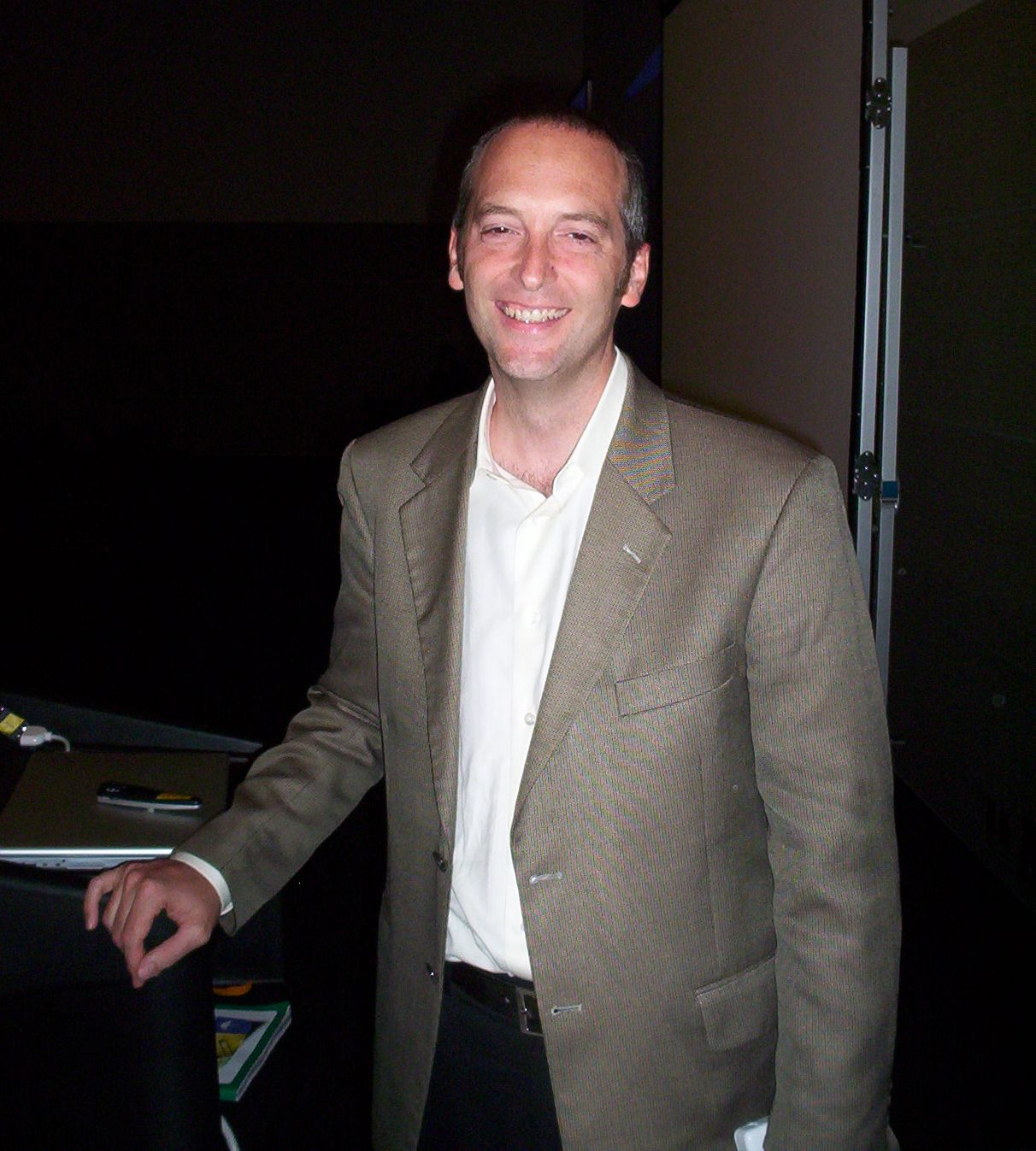
John F. Hartwig, un des chercheurs qui développa la réaction de Buchwald-Hartwig

La réaction de Buchwald-Hartwig ou amination de Buchwald-Hartwig est, en chimie organique, une réaction de couplage (formation d'une liaison carbone-azote) entre un halogénure d'aryle et une amine. Elle nécessite la présence d'une base et d'un catalyseur au palladium.
L'halogène (X) de l'halogénure d'aryle peut aussi être substitué par un groupe triflate. L'amine doit être primaire ou secondaire. Le métal utilisé est le palladium et L représente le ligand, généralement une phosphine (le plus souvent la triphénylphosphine). La base la plus couramment utilisée est le tert-butanolate de sodium, mais le tert-butanolate de potassium et le phosphate de potassium sont parfois employés.
Le premier exemple connu de cette réaction date de 1985 et est l'œuvre de l'équipe ukrainienne du professeur Lev M. Yagupolskii de l'Université de Kyiv. Mais l'histoire a retenu le nom de Stephen L. Buchwald, professeur au MIT et de John F. Hartwig, professeur à l'université d'Illinois, qui menèrent en parallèle des travaux qui aboutirent en 1994 à la première génération de la réaction, qui utilisait un amino-stannane, ce qui posait des problèmes de toxicité. Buchwald et Hartwig reçoivent le prix Wolf de chimie en 2019 pour leurs travaux.

## Mécanisme réactionnel
Le mécanisme de cette réaction est détaillé ci-dessous :